# Saint-Christophe de Flobecq

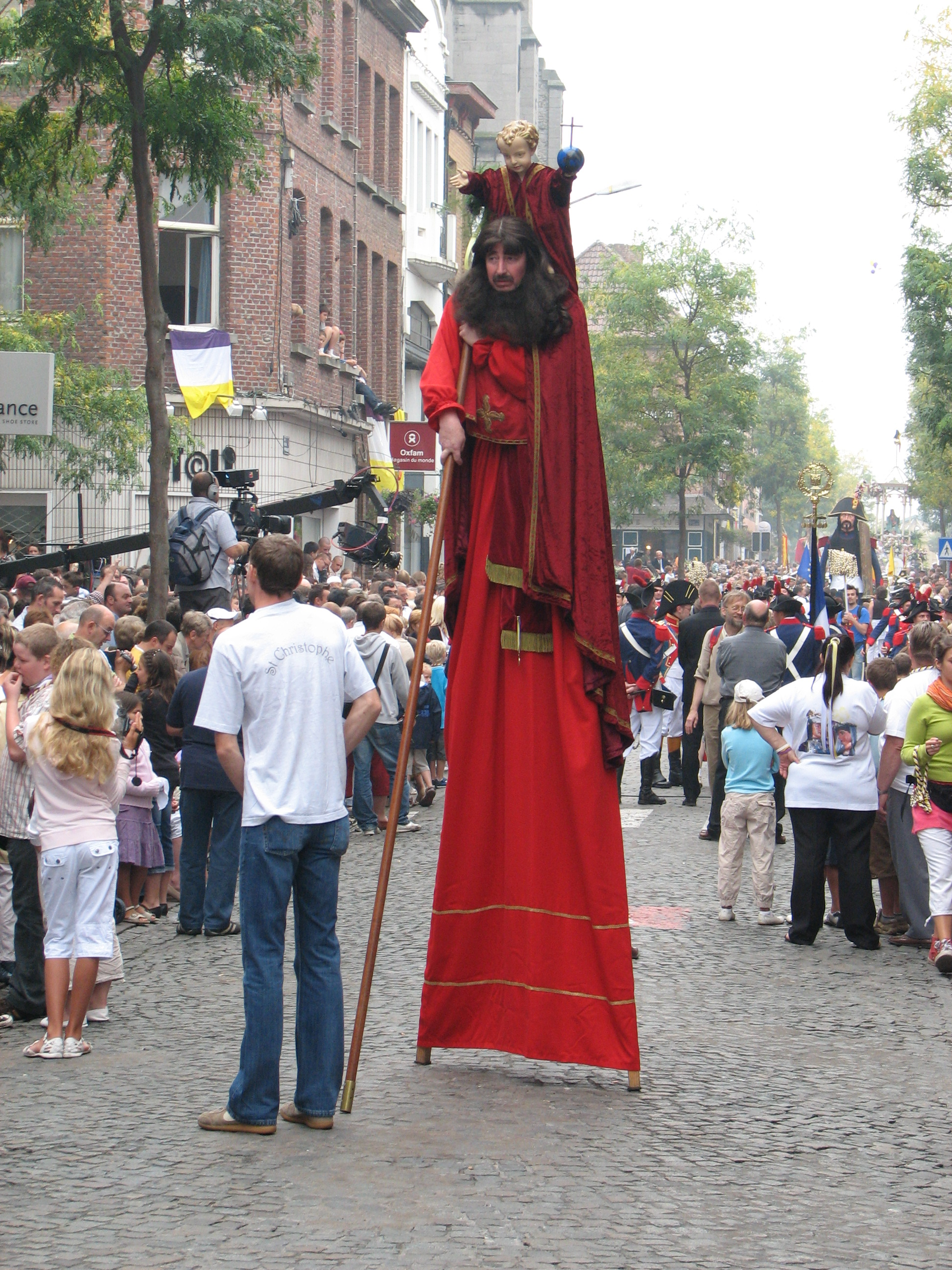
Le saint Christophe de Flobecq, ducasse d'Ath 2007.

Le Saint-Christophe de Flobecq est un géant sur échasses.
Selon la Légende dorée, il représente Christophe de Lycie, le géant passeur de rivières portant l'Enfant-Jésus sur ses épaules.
Il participe à la procession de Flobecq, le dernier dimanche de juillet et au cortège de la ducasse d'Ath.
Cette figure est unique en Europe comme dernier géant processionnel sur échasses encore visible (autrefois, il en existait aussi en Espagne et au Portugal, notamment).
D'après la tradition, la comtesse Marguerite de Constantinople a donné des reliques de saint Christophe à l'église de Flobecq en 1260. Une chapelle fut donc construite pour abriter ces reliques. Ce fait est mentionné dans le Vieil Rentier d'Audenarde (vers 1276-1280). 
À Flobecq, on commence à monter Saint Christophe sur des échasses au milieu du XVIIIe siècle (un écrit daté de 1746 en fait mention). En 1462 et 1487, un Saint-Christophe est attesté dans la procession d'Ath. Il est réintroduit dans le cortège de la ducasse en 1976. Il s'agit actuellement d'une copie à l'identique de celui de Flobecq.[pas clair]